# La Foa

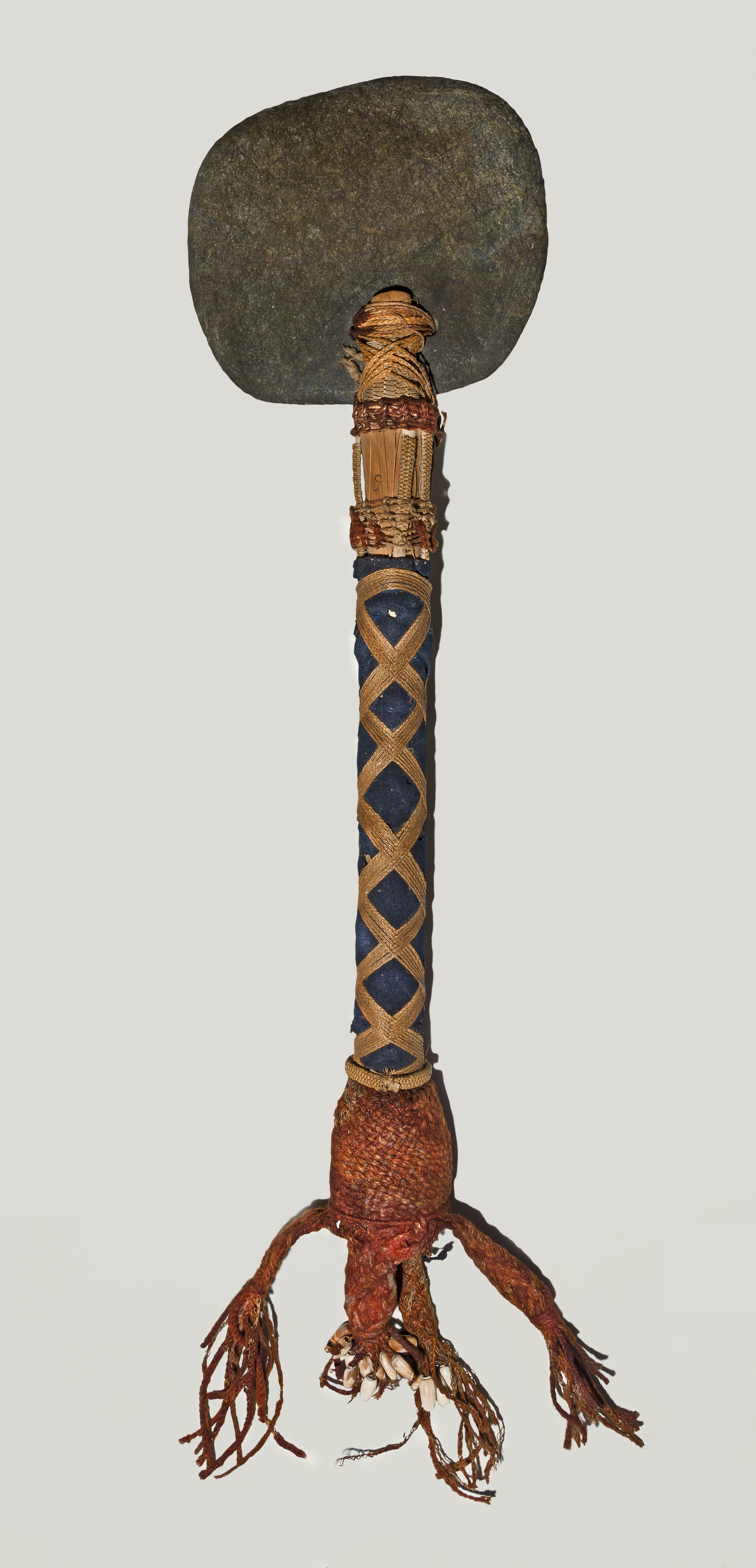
O'kono ascia cerimoniale - La Foa

La Foa (in xârâcùù: Foha) è un comune francese della Nuova Caledonia nella Provincia Sud.

## Amministrazione

### Gemellaggi
- Tsuruoka